# Mount Rainier National Park
Mount Rainier National Park is een nationaal park in de Amerikaanse staat Washington. Bestuurlijk gezien ligt het in Pierce en Lewis County. Het omvat 953 km² rondom de 4392 meter hoge stratovulkaan Mount Rainier, de hoogste bergtop in de Cascade Range.
Op 2 maart 1899 liet president William McKinley het park oprichten. Het was het vijfde nationale park dat in de Verenigde Staten werd opgericht. Het park wordt beheerd door de National Park Service.
Het park wordt gedomineerd door oerbossen, watervallen, subalpiene bloemenweiden en zesentwintig gletsjers. In het park komen ongeveer vijftig verschillende soorten inheemse zoogdieren voor. In de bosrijke gedeeltes van het park leven muildierherten, elanden, zwarte beren, coyotes en rode lynxen. In het afgelegen achterland van het park komt de poema voor. Er zijn ook veel kleinere soorten zoogdieren, zoals stekelvarkens, eekhoorns, wasberen en boommarters. De vogelpopulatie bevat meer dan honderdveertig soorten. De grootst voorkomende vogelsoort is de steenarend, de kolibrie is de kleinste.

## Afbeeldingen

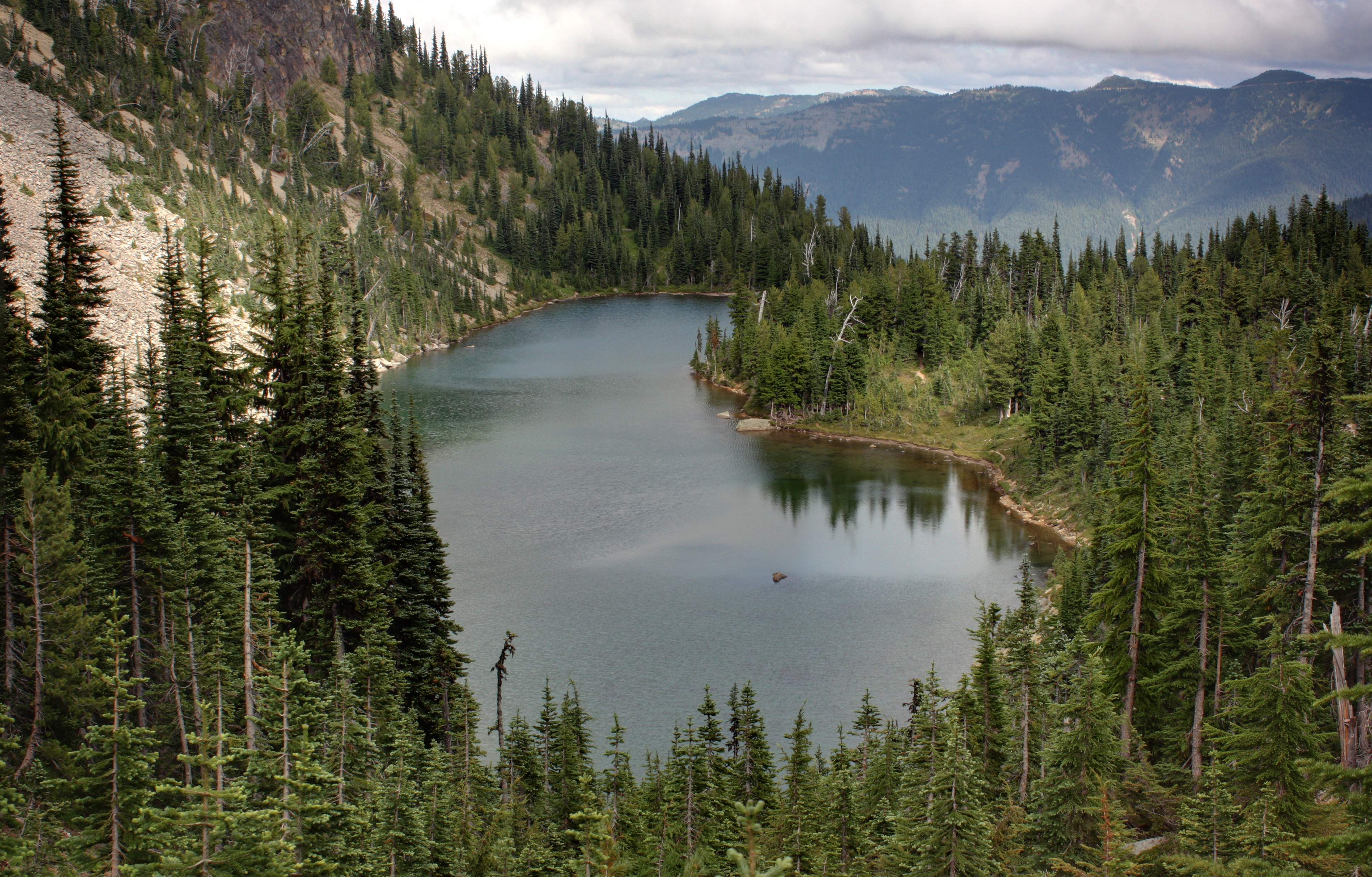
Hidden Lake
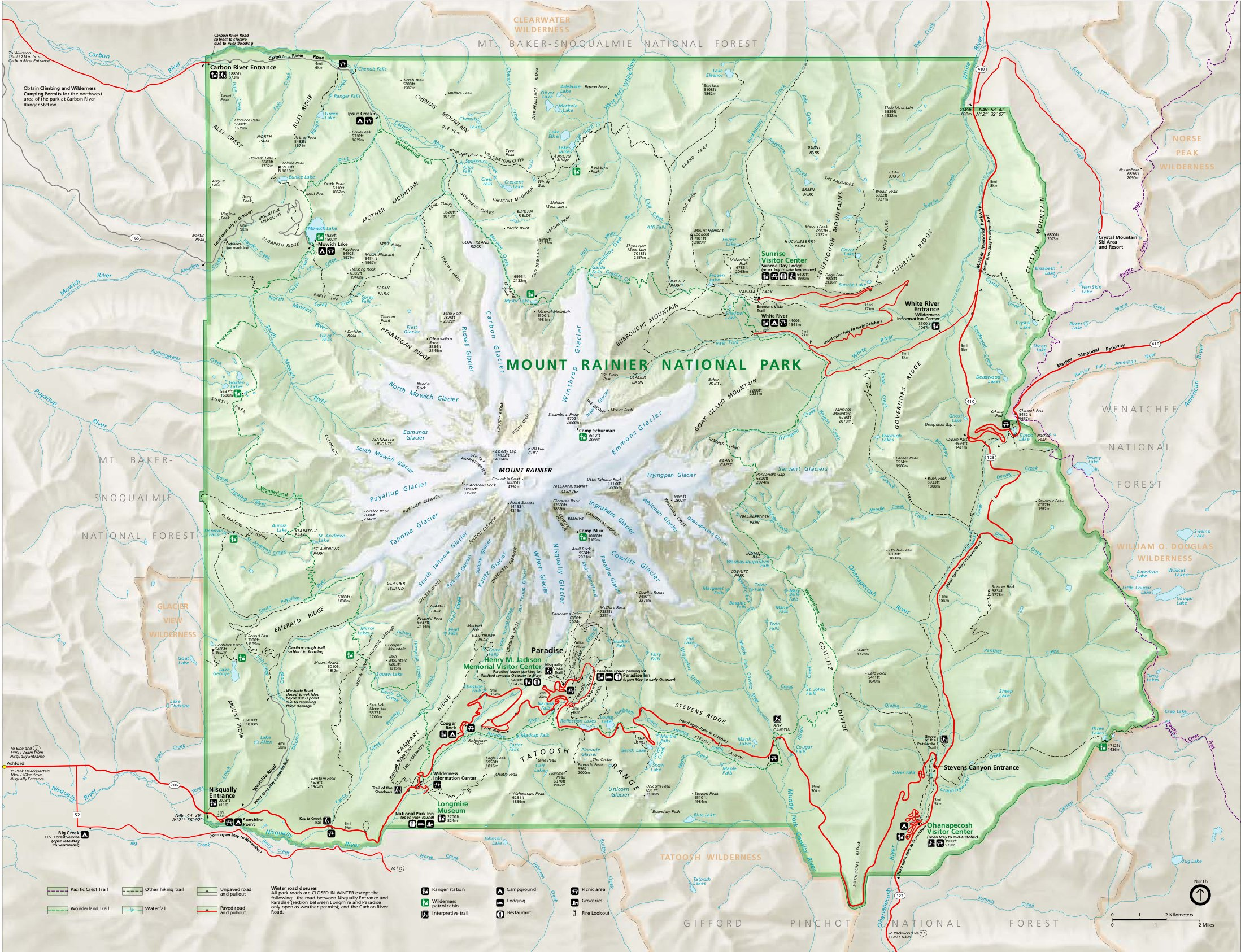
Kaart van het park